# 𐞍
Cette page contient des caractères spéciaux ou non latins. S’ils s’affichent mal (▯, ?, etc.), consultez la page d’aide Unicode.
𐞍, appelée d crosse hameçon en exposant, d crosse hameçon supérieur ou lettre modificative d crosse hameçon, est un symbole phonétique de certaines variantes de l’alphabet phonétique international. Il est formé de la lettre d crosse hameçon ‹ ᶑ › mise en exposant.

## Utilisation
Dans certaines transcriptions de l’alphabet phonétique international (API), ‹ 𐞍 › peut être utilisé pour indiquer l’articulation occlusive rétroflexe injective.

## Représentations informatiques
La lettre modificative d crosse hameçon peut être représenté avec les caractères Unicode suivants (Latin étendu – F) :
| formes       | représentations | chaînes de caractères | points de code | descriptions                                   | note                            |
| ------------ | --------------- | --------------------- | -------------- | ---------------------------------------------- | ------------------------------- |
| modificative | 𐞍               | 𐞍                     | U+1078D        | lettre modificative minuscule d crosse hameçon | codé pour le symbole phonétique |